# Hugo Abel Sager
Hugo Abel Sager (Romang, 27 de agosto de 1962) es un bioquímico y político argentino del Partido Justicialista que se desempeñó como Senador Nacional por la provincia del Chaco entre 1997 y 2001. Fue también en varios periodos intendente de Puerto Tirol entre 1993 y 2015 y ministro de Salud provincial. Desde 2015 integra la Cámara de Diputados de la Provincia del Chaco,  siendo el presidente del Poder Legislativo en el periodo 2019/2021 . Fue presidente del Bloque Justicialista entre 2015 al 2019.

## Biografía
Nació en Romang (provincia de Santa Fe) en 1962. Se recibió de bioquímico en la Facultad de Ciencias Exactas, Naturales y Agrimensura de la Universidad Nacional del Nordeste en 1986, ejerciendo la profesión. Radicado en Puerto Tirol (Chaco), también se desempeñó en el Consejo Directivo del Colegio de Bioquímicos del Chaco y como integrante de la comisión de asuntos gremiales del mismo.
Participó en la militancia universitaria y adhirió a la Juventud Peronista. En el ámbito partidario, también integró la junta departamental del Partido Justicialista (PJ) del departamento Libertad, presidió el Foro de Intendentes y Concejales Justicialistas del Chaco, fue congresal provincial y vicepresidente del congreso del PJ de Chaco.
Entre 1993 y 1997 se desempeñó como intendente de Puerto Tirol. En 1997 asumió como Senador Nacional por la provincia del Chaco, en reemplazo del fallecido Deolindo Felipe Bittel. Fue reelecto en las elecciones al Senado de 1998 con mandato hasta 2001.
En la cámara alta, fue presidente de la comisión de Deportes, donde se destacó por varias iniciativas innovadoras en materia legislativa, entre ellas la denominada "Ley Sager" que permitió el salvataje de la Quiebra  a muchos clubes argentinos, entre ellos Racing Club, Chaco For Ever, Deportivo Español, Ferro Carril Oeste, etc y de la comisión especial del seguimiento del sistema Hidrovía Paraguay-Paraná, vicepresidente de la comisión de Educación y secretario de la comisión de Recursos Hídricos. Integró como vocal las comisiones de Interior y Justicia, de Apoyo a las Obras del Río Bermejo, de Derechos y Garantías, de Apoyo a los Pueblos Indígenas; de Libertad de Expresión; de Población y Desarrollo; de Familia y Minoridad; de Micro, Pequeña y Mediana Empresa, entre otras. Además, integró el Parlamento Latinoamericano siendo vicepresidente de la comisión de Deuda Externa. Representó a la Rep. Argentina en el Jubileo de los Parlamentarios del año 2000 ante el Papa Juan Pablo II y fue autor de varios trabajos sobre la Deuda social en Americana Latina y Argentina.
Tras su paso por el Senado, regresó a desempeñarse en la actividad privada profesional y posteriormente fue propuesto como candidato para la intendencia de Puerto Tirol, siendo elegido para el periodo 2003/2007, reelegido hasta 2011 y finalmente relecto para el periodo 2011/2015. También fue presidente del PJ de Puerto Tirol y del congreso provincial del PJ. Desde marzo del 2015 fue ministro de Salud Pública del Chaco, designado por el gobernador Jorge Capitanich.
En las elecciones provinciales de 2015, fue elegido a la Cámara de Diputados de la Provincia del Chaco siendo presidente del bloque justicialista. Fue reelegido en 2019, siendo también elegido presidente del cuerpo.

## Obra
- La Deuda Pendiente (2001)[2]En este texto se resume su tarea como Legislador Nacional, donde presidió la Comisión de Deportes del Senado de la Nación, desde donde desarrolló una importante tarea en resguardo del Deporte como Derecho Social. La legislación que promovió se caracterizó por la defensa de las instituciones deportivas, su importancia en la formación del ser humano y la importancia que juegan en la vida de las comunidades. Impulsor además de modificaciones en las leyes de dopaje Deportivo; fue promotor del Derecho de Formación Deportiva cuyos antecedentes fueron tomados para la sanción definitiva (ley sancionada 15 años después de su presentación), defensor de la televisación Abierta de los espectáculos deportivos con representación nacional; impulsor del Premio Delfo Cabrera en la práctica deportiva y finalmente, autor de la Ley del Fideicomiso de Control Judicial para los clubes con desequilibrios financieros que permitió el salvataje de innumerables clubes argentinos, entre ellos Racing Club, Deportivo Español, Ferrocarril Oeste, Chaco For Ever, etc